# Lluís Llach

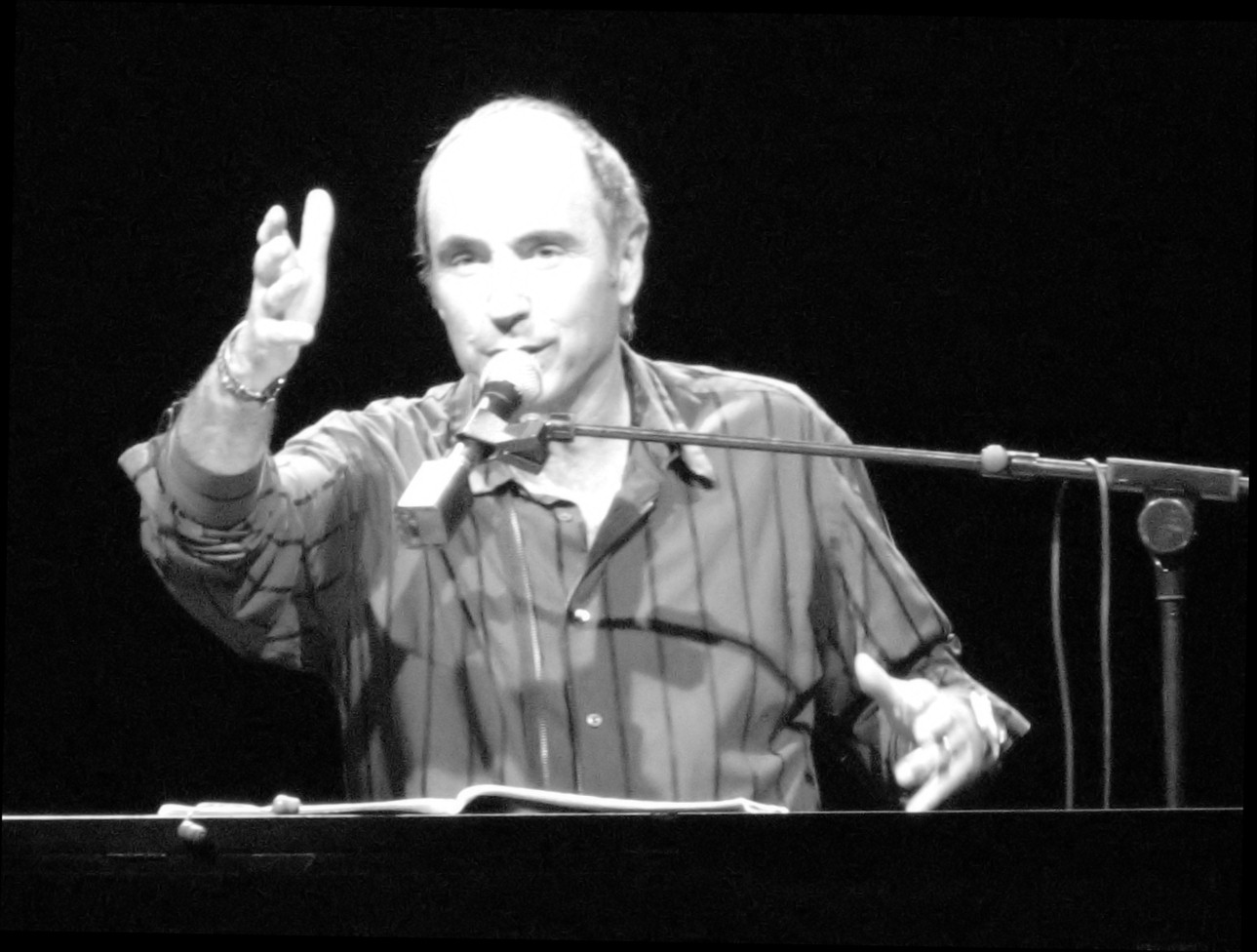
Lluís Llach (2006)

Lluís Llach i Grande [ʎuˈis ʎak] (* 7. Mai 1948 in Girona, Katalonien, Spanien) ist ein katalanischer Liedermacher, Sänger der Nova Cançó und Schriftsteller.
Aufgrund seines Engagements gegen die Franco-Diktatur, insbesondere gegen deren Unterdrückung der katalanischen Kultur, erhielt er in Spanien Auftrittsverbot und ging ins Exil nach Paris. Nach dem Ende der Diktatur kehrte er zurück. Sein im Jahr 1968 entstandenes bekanntestes Lied L’Estaca („Der Pfahl“) gilt als Symbollied für den Kampf gegen politische Unterdrückung.

## Kindheit
Llach wurde 1948 in einer bürgerlichen Familie in Girona geboren und verbrachte seine gesamte Kindheit im Ort Verges im Baix Empordà. Sein Vater war Landarzt und stammte von einem großen Gut der Umgebung. Seine Mutter war Lehrerin und stammte aus Barcelona. Zusammen mit seinem älteren Bruder Josep Maria genoss Lluís eine bürgerliche Erziehung. Die Mutter brachte das musikalische Moment in die Familie ein. Lluís und sein Bruder spielten auf der Gitarre der Mutter. Auch ein Klavier stand den beiden Jungen im Haus zur Verfügung. Bereits im Alter von sechs und sieben Jahren komponierte Lluís erste Melodien. 1965 veröffentlichten Lluís (Melodie) und sein Bruder Josep Maria (Text) gemeinsam ihr erstes Lied: Que feliç era, mare (‚Wie glücklich war ich, Mutter‘). Lluís Llach studierte unter anderem am Konservatorium Musik.

## Die künstlerische Frühphase
1967 gab Lluís Llach als Mitglied der Bewegung La Nova Cançó Catalana in der Gruppe Els Setze Jutges (Die Sechzehn Richter) sein Debüt als Sänger. Die Bewegung La Nova Canço, zu der auch Liedermacher wie Joan Manuel Serrat und Raimon zu zählen sind, hatte sich als Antwort auf die Diskriminierung und Unterdrückung der katalanischen Sprache und Kultur im spanischen Einheitsstaat nach dem spanischen Bürgerkrieg herausgebildet. Innerhalb dieser Gruppe entschied sich Lluís Llach für die Linie des „offenen Bloßstellens“ der politischen Situation im frankistischen Spanien. Dies beeinflusste sehr stark seine weitere künstlerische Laufbahn. Nach großen Erfolgen trat er 1969 als Solist im Palau de la Música Catalana in Barcelona auf. Er entwickelte sich zu einem der besten Chansonniers mit einer ungeheuren Popularität.
Es folgten Auftritte in Kuba, Südamerika und Madrid. Vor allem die Auftritte in Madrid zogen die Zensur des Regimes und ein vierjähriges Auftrittsverbot in Spanien nach sich. Lluís Llach emigrierte nach Frankreich und gab dort – vor allem im „Olympia“ in Paris – zahlreiche Konzerte. In dieser Phase integrierte und adaptierte er viele Elemente des französischen Chansons in sein Werk. Im Jahr 1975 wurde er nach einem Konzert in Barcelona festgenommen und wiederum mit acht Monaten Auftrittsverbot in Spanien belegt.

## L’Estaca
Als Franco im Herbst 1975 starb, blühte die katalanische Sprache und Kultur zunächst vorsichtig, aber mit beständig zunehmendem Selbstvertrauen, wieder auf. In Zeitungen und Flugblättern, im Radio und in öffentlichen Veranstaltungen wurde die zuvor verbotene Sprache wieder gesprochen. 1976 – über ein Jahr nach Francos Tod – erlaubt die immer noch bestehende Zensurbehörde sieben Llach-Konzerte in Barcelona. Sein Lied L’Estaca aus dem Jahr 1968 war in der Zeit der Diktatur des Franquismus in Katalonien allseits bekannt geworden. Das Lied handelt von einem Pfahl, der entfernt werden muss. Der Pfahl (Katalanisch l’estaca) steht hierbei sinnbildlich für l’estat, den Staat.
„...
Ich drücke hier, und du ziehst weg.
So kriegen wir den Pfahl vom Fleck,
werden ihn fällen, fällen, fällen,
werfen ihn morsch und faul zum Dreck.
...“
(Auszug aus der deutschsprachigen Nachdichtung des Liedes von Oskar Kröher, die der Aussage der katalanischen Originalversion weitgehend entspricht)
Llach sang das Lied nicht öffentlich, er spielte die Begleitakkorde an und summte die Melodie dazu, worauf die Zuhörer zunächst in tosenden Beifall ausbrachen. Dann wurden, während das Lied vorsichtig mitgesummt wurde, tausende Kerzen angezündet und im Rhythmus der Musik bewegt. Das bis dahin verbotene Lied durfte erstmals in der Öffentlichkeit gehört werden. Am 11. November 2019 gegen 16 Uhr stimmte Lluis Llach im Rahmen der Proteste gegen die Urteile gegen politische und gesellschaftliche Mandatsträger der katalanischen Unabhängigkeitsbewegung und der Staatskrise in Spanien das Lied L’Estaca auf der Bühne an der besetzten Autobahn A7 nahe dem katalanischen Grenzübergang „La Jonquera“ zu Frankreich im Norden Kataloniens erneut an.

### Die Figur des Avi Siset in L’Estaca
Die Hauptfigur des Liedtextes, Avi Siset (‚Opa Siset‘), trägt den Kosenamen oder die Kurzform 'Siset' des katalanischen Vornamens Narcís. Die Figur beruht auf einer realen Person, Narcís Llansa, dem Großvater mütterlicherseits von Ponç Feliu, einem engen Jugendfreund von Lluís Llach. In einem Sommer der frühen 1960er Jahre lernte der heranwachsende Lluís Llach diesen Narcís Llansa, einen alten, katalanischen Republikaner kennen, der von Beruf Friseur in Besalú war. Dieser erzählte Lluís Geschichten aus seiner Jugend, als sie in Verges am Ter fischten. Lluís war fasziniert von diesem alten, kämpferischen Mann, der sich immer wieder für eine Demokratisierung Spaniens starkmachte. Llach schuf in seinem Lied den Opa Siset nach dem Vorbild dieses Narcís Llansa. Der Avi Siset dieses Liedes steht für den lebenserfahrenen Menschen, der weiß, dass jedem Diktator und jeder Diktatur ein Ende gesetzt ist. Er ist derjenige, der behutsam und überlegt Unrechtsregime unterhöhlt und anderen die Geduld und den Mut gibt, solche Regime zu ertragen und besonnen auf deren Ende hinzuarbeiten.

### Übertragung ins Polnische
Das Lied wurde als Hymne gegen alle Unterdrückung und gegen alle Unterdrücker auch außerhalb Kataloniens bekannt.
Der polnische Liedermacher Jacek Kaczmarski ließ sich von Llachs L’Estaca inspirieren und dichtete 1978 mit dem Lied Mury (Mauern), das die Melodie von Llachs L’Estaca beibehält, einen eigenständigen polnischen Text nach. Der Inhalt bezieht sich auf Mauern, die von einer Masse Menschen zum Einsturz gebracht werden und die alte Welt unter sich begraben. Ein Sänger führt diese Masse mit seinem Lied an und bringt sie dazu die Mauern einzureißen. Am Ende steht er dann jedoch wieder alleine da. Kaczmarski selbst wies auf seine Skepsis gegenüber Massen hin, die einem Künstler die Kontrolle über sein Werk entreißen können. Das Lied wurde zu einer Hymne der Solidarność und wurde beispielsweise während des Streiks auf der Lenin-Werft im August 1980 gesungen und wurde später die Erkennungsmelodie von Radio Solidarność. Kaczmarski griff auch die Tatsache auf, dass das verbotene Lied in Katalonien weiterhin gesummt wurde, in dem er sang „sama melodia bez słów niosła ze sobą starą treść“ („die Melodie selbst ohne Worte trägt in sich den alten Inhalt“). 2010 von Andrej Chadanowitsch ins Belarussische übersetzt, wurde das Lied zu einer Hymne der Proteste in Belarus ab 2020.

## Politik
2012 war er Mitgründer der Bürgerrechtsbewegung Assemblea Nacional Catalana, die die Unabhängigkeit Kataloniens anstrebt. Bei der Wahl für das katalanische Parlament (2015) trat er auf dem ersten Platz des Wahlbündnisses Junts pel Sí für die Provinz Girona.

## Zum Gesamtwerk und zur Diskografie
Neben vielen eigenen Texten hat Lluís Llach auch Texte bekannter katalanischer Dichter wie Joan Salvat-Papasseit, Joan Oliver, Josep Maria de Sagarra, Màrius Torres und Miquel Martí i Pol vertont.
Viele der von Lluís Llach dargebotenen Chansons haben eine außerordentliche Popularität erreicht. Hierfür stehen u. a. folgende Titel:
- L’Estaca (‚Der Pfahl‘)
- El Bandoler (‚Der Wegelagerer‘)
- La Gallineta (‚Das kleine Huhn‘)
- Si arribeu (‚Wenn ihr ankommt‘)
- I si canto trist (‚Und wenn ich traurig singe‘)
- Que tinguem sort (‚Auf dass wir Glück haben‘)
- Fills d’Hiroshima (‚Kinder von Hiroshima‘)
- Ítaca (‚Itaka‘)
- Vaixell de Grècia (‚Das Schiff aus Griechenland‘)
- Jo també he dormit a l’alba (‚Ich habe auch geschlafen bei Tagesanbruch‘)
- Insubmís (‚Nicht unterwürfig‘)

Folgende Alben hat Lluís Llach veröffentlicht:
- Els èxits de Lluís Llach (1968)
- Ara i aquí (1970)
- Com un arbre nu (1972)
- Lluís Llach a l’Olympia (1973)
- I si canto trist… (1974)
- Viatge a Ítaca (1975)
- Barcelona, gener de 1976 (1976)
- Campanades a morts (1977)
- El meu amic, el mar (1978)
- Somniem (1979; ES: Gold)
- Verges 50 (1980; ES: Gold)
- I amb el somriure, la revolta (1982; ES: Gold)
- T’estimo (1984)
- Maremar (1985)
- Camp del Barça, 6 de juliol de 1985 (1985)
- Astres (1986)
- Geografia (1988; ES: Gold)
- La forja de un rebelde (BSO) (1990)
- Torna aviat (1991)
- Ara, 25 anys en directe (1992)
- Un pont de mar brava (1993; ES: Gold)
- Rar (1994)
- Porrera (1995)
- Nu (1997)
- 9 (1998)
- Temps de revoltes (2000)
- Jocs (2002)
- Junts (2003)
- Poetes (2004)
- Que no s’apague la llum (gemeinsam mit Feliu Ventura, 2005)
- i. (2006)
- Verges 2007 (2007)

## Auszeichnungen für Musikverkäufe
| Land/RegionAuszeichnungen für Musikverkäufe (Land/Region, Auszeichnungen, Verkäufe, Quellen) | Gold     | Platin | Verkäufe | Quellen                     |
| -------------------------------------------------------------------------------------------- | -------- | ------ | -------- | --------------------------- |
| Spanien (Promusicae)                                                                         | 5× Gold5 | —      | 250.000  | elportaldemusica.es ES2 ES3 |
| Insgesamt                                                                                    | 5× Gold5 | —      |          |                             |

## Auszeichnungen für Bücher
- 2016: Prix Méditerranée Étranger für Les yeux fardés

## Schriften (Auswahl)
- Die Frauen von La Principal. Roman. Aus dem Katalanischen von Petra Zickmann. Insel, Berlin 2016, ISBN 978-3-458-17672-5.